# Rhinolophus subbadius
Rhinolophus subbadius es una especie de murciélago de la familia Rhinolophidae.

## Distribución geográfica
Se encuentra en Bangladés, sur de China, noreste de la India, norte de Birmania y Nepal y posiblemente en Bután.